# 广岛中央女子短期大学
广岛中央女子短期大学（日语：／ Hiroshima Chuō Joshi Tanki Daigaku *），简称中短，是过去一所位于日本广岛县广岛市安佐南区的私立短期大学。

## 概要

### 简介
- 学校最早可以追溯到1925年[1]短期大学为于1963年开办、由学校法人大下学园经营。招生到于2002年、停办于2004年[2]。

### 历史
- 1963年 大下学园女子短期大学成立并同时设置一个学科即食物科[2]。
- 1964年 两个学科成立、以下列举[2]。
  - 家政科
  - 食物营养科
- 1969年 三个学科成立、以下列举[2]。
  - 食物科→食物学科（改名为生活科学科于1991年[注 2]）
  - 家政科→家政学科（改名为生活文化学科于1988年[注 2]）
  - 食物营养科→食物营养学科
- 1989年 改校名为广岛中央女子短期大学[2]。
- 2002年 最后一年招生、次年停止招生（正式停办于2004年7月27日[2]）。

## 学校环境
- 校区：在了广岛县广岛市安佐南区[注 1]

## 历任校长
- 井上干造：第一代短期大学校长[3]。

## 组织

### 学科
- 食物营养学科
- 生活信息学科

### 前学科
| - 生活科学科 - 生活文化学科 |

### 专科
| - 没有 |

### 业余课程
| - 没有 |

## 相关链接
- 日本短期大学列表